# Rubin Steiner
Pour les articles homonymes, voir Steiner.
 (novembre 2020).
Il peut être nécessaire de l'améliorer pour respecter le principe de neutralité de point de vue. Veuillez consulter la page de discussion pour plus de détails.

 (avril 2012).
Rubin Steiner, né Frédéric Landier le 30 octobre 1974, est un musicien (guitare, basse, clavier) et un disc jockey français à tendance électronique. Il est originaire de Tours.

## Biographie
D'abord animateur radio sur Radio Béton, à Tours, il anime une émission de free jazz, musiques électroniques, punk et musiques expérimentales (Nuisances Sonores de 1992 à 2000), organise des concerts à Tours, édite un fanzine axé musiques électroniques, punk, avant-garde, noise et expérimental (Le Stéréophile), organise des concerts dans des bars à Tours (de 1995 à 1999), est guitariste du groupe Merz (1996-1998), membre du duo Camping Car (avec Mme Douze) et du groupe DRAME. À l'instar des 2 Many DJ's, il produit des mashups dès 1998 et fait figure de précurseur français en la matière.
Érudit musical et influencé par le jazz, le hip-hop, le punk rock US 80's et la pop, la musique qu'il compose est tour à tour, selon les albums depuis 1998, electro-jazz, électronique, krautrock, pop, disco-punk, post-punk, house ou techno.
Rubin Steiner a été nommé aux Victoires de la musique 2006 pour son album Drum Major mais il a refusé d'y d'aller et milite depuis contre cette cérémonie.
Il gagne les  « Contre Victoires de la musique » en 2013, catégorie musique électronique / dance.
Depuis le début des années 2000, entre son travail de musicien, d'ingénieur du son, l'enregistrement de ses albums et les tournées, il compose pour le théâtre (José Manuel Cano Lopez, Gilles Bouillon, Steve Brohon, Alice Zeniter), pour la danse contemporaine (Fabrice Ramalingom, Daniel Larrieu, Sandrine Bonnet, Arnaud Pirault, Johanna Levy), pour des documentaires et écrit, régulièrement, de grands textes thématiques sur la musique pour le magazine Gonzaï.
Il fait également des performances sur scène avec des écrivain.e.s, traducteurs, poètes, comédiens, plasticiens, photographes et dessinateurs (Joy Sorman, Luz, Nicolas Richard, Pierre Ducrozet, Patrice Luchet, Charles Récoursé, Victor Jestin, Victor Malzac, Tom Haugomat, Emmanuel Noblet, Nicolas Martel, Hervé Bourhis, Charles Berberian, Aglaé Bory, Julien Colombier, Thierry Mouillé, François Bon, Hitomi Takeda) pour des performances musicales littéraires.

Sur scène, il a évolué avec de nombreuses formations différentes en concert. Depuis 2019 : il évolue en trio, Rubin Steiner (basse, pads, laptop), Sandrine Guillot (synthé, percussions), Jérémie Morin (batterie, percussions).

## Production et autres
Dans les années 1990, il fonde le groupe MERZ avec Fanny de Chaillé, Vincent Alaphilippe et Julien Guillot. L'écrivain Tanguy Viel joue parfois de la scie musicale pendant leurs concerts. En 1997, ils font une performance / remix de la pièce Good Boy d'Alain Buffard.
En 2003, il fait pour le label Ici, d'ailleurs... un disque-livre avec le dessinateur Luz, sous contrainte de type Oulipo (ici, Oumupo).
En 2011, il sort un album de hip-hop avec le rappeur canadien Ira Lee (We Are the Futur LP). Leur titre Gay and Proud est utilisé comme hymne officiel de la gay pride 2011 à Tours.

Il monte le label associatif Travaux Publics avec Sandrine Guillot et Vincent Launay (2002-2009), association qui gèrera la salle de concert Le Temps Machine, à Joué-lès-Tours de 2009 à 2015 (dont il sera programmateur). Pendant cette période, il écrit ponctuellement pour les webzines The Drone et Gonzaï, fait des conférences sur Charlemagne Palestine, sur Sun Ra et sur l'histoire de la musique électronique et est programmateur du festival Duos Ephémère au musée du Louvre à Paris (en 2014)

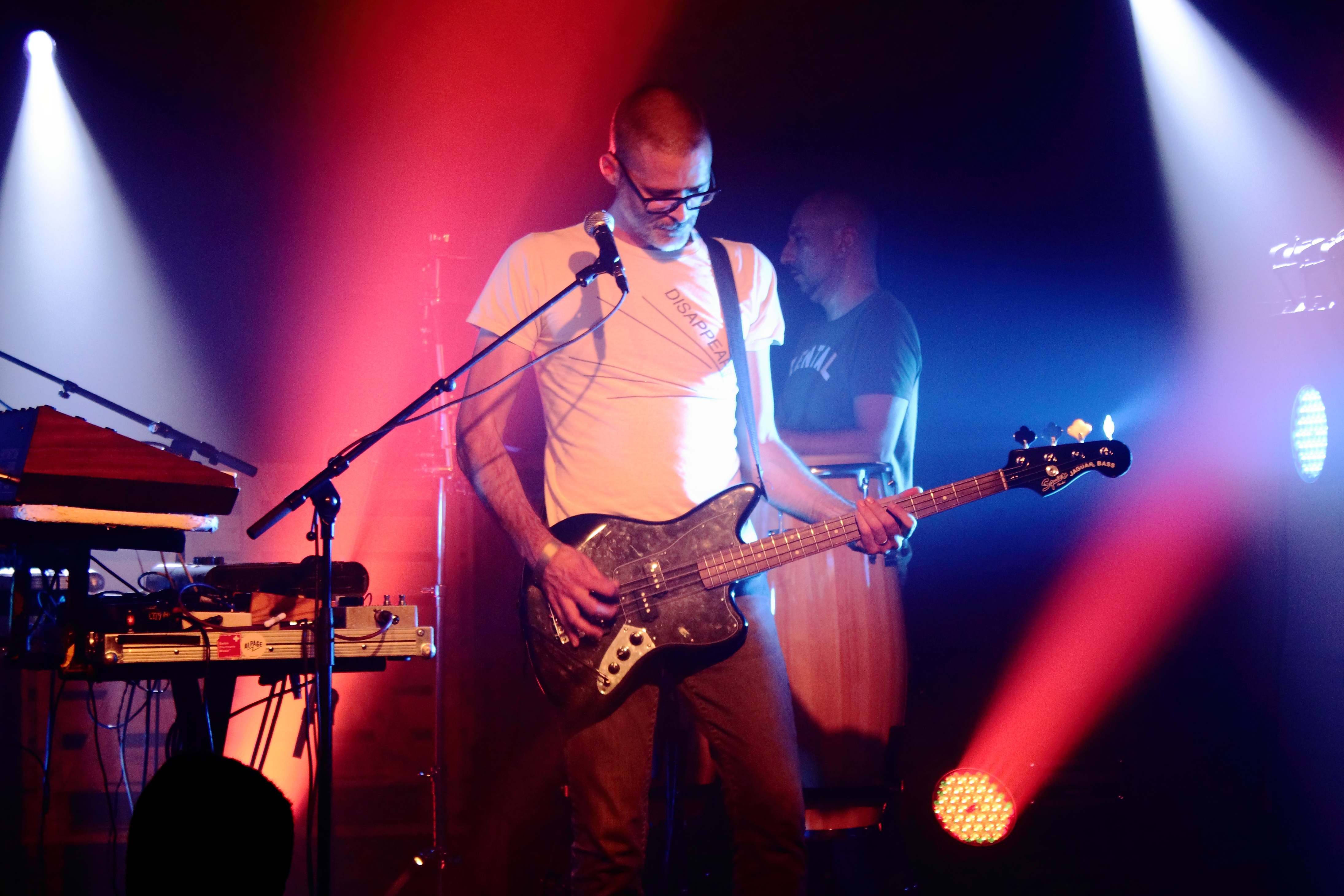
Rubin Steiner. 2014.

Il participe à Nublu Orchestra dirigé par Butch Morris, Conduction no 190, Tête-à-tête, avec Butch Morris à la direction, Ilhan Ersahin et Jonathon Haffner aux saxophones, Denis Colin à la clarinette, Doug Wieselman à la guitare, Graham Haynes au trombone et au cornet, Rubin Steiner à la guitare, Juni Booth à la contrebasse, Alp Ersönmez à la basse, Izzet Kizil aux percussions, Turgut Alp Bekoglu et Aaron Johnston à la batterie.
Il joue de la guitare et du clavier au sein du French Cowboy Trio, le groupe de Federico Pellegrini des Little Rabbits.
Il publie sur youtube dix courtes vidéos sur l'histoire de la musique électronique sous le nom Université populaire de la musique moderne.
Il réalise un film, une adaptation de 1984 de George Orwell avec le comédien Nicolas Martel.

## Discographie

### Albums
- 1998 : Lo-fi nu jazz, autoprod.
- 2000 : Lo-fi nu jazz vol. 2, Platinum records
- 2001 : Lo-fi nu jazz vol. 2 + remixes, Platinum records
- 2002 : Wunderbar drei, Platinum records
- 2003 : Test recordings, Platinum records
- 2005 : Drum Major, Platinum records
- 2008 : Weird hits, two covers and a love song, Platinum records
- 2009 : More weird hits, Platinum records
- 2010 : Play With The Tapes #1, Platinum records
- 2011 : We are the future (Avec Ira Lee), Platinum records
- 2012 : Discipline In Anarchy, Platinum records
- 2015 : Drame, Platinum records
- 2016 : Vive l'électricité de la pensée humaine, Platinum records
- 2018 : Drame 2, Platinum Records
- 2019 : Say Hello to the Dawn of Paradox, Platinum records

### Remixes
(remix par Rubin Steiner sauf mention contraire)
- 2001 : Inséparable mais de Arthur H, Polydor
- 2001 : Love de Loo and Placido
- 2001 : For Master At Drunk de Kaiser Hund et Don Léo
- 2001 : Le son de l'amour de Dit Terzi
- 2001 : Le Disco chinois de Julien Ribot
- 2001 : Donkey Racing de Mr Neveux, Microbe records
- 2001 : Satellite  de Bosco, remix par Rubin Steiner et Mme Douze, (atalogue / WEA
- 2001 : Chépa de Ivan Hio, Microbe records
- 2002 : Can Make Up Your Mind de Mouloud, Platinum
- 2002 : ? de Nestor Is Bianca
- 2002 : Les Poupons / B.O. de François de Roubaix, Universal Jazz
- 2004 : ? de Bless
- 2004 : You/You de Boogers
- 2006 : Countryside d'IN Fused, Ici, D'Ailleurs…
- 2006 : Move de Dillinger Girl and Baby Face Nelson
- 2007 : 7 tracks de Bikini Machine, Platinum
- 2009 : Target de Fortune
- 2010 : Push It To The Limit de Bosco, remixé par The Motherbeepers (Rubin Steiner, Ira Lee et Funken)
- 2010 : Eagles don't Sparkle de We Are Enfant Terrible
- 2010 : Brothers and  Sisters de Unison
- 2010 : I'm not John Mc Entire de Kid Francescoli
- 2011 : Chicago de Markovo, Division aléatoire
- 2012 : Future Echo de The Oscillation
- 2012 : Cum Operated de Jerri, retravaillé par Rubin Steiner
- 2013 : Bridge to Nowhere de Marklion, Alpage
- 2013 : It de Rich Aucoin, Cornflakes Zoo
- 2014 : Flat Snow de F/LOR, Prohibited
- 2015 : Peter Monkey de Polygorn, Prohibited[4]
- 2016 : Bernard Grancher Mémoire de forme, Gonzaï[5]
- 2016 : L'œil s'ouvre de San Carol, Gonzaï[6]
- 2020 :  Ahsram Peplum de Yuksek (feat. Zombie Zombie)
- 2020 : Documentaire sur CDr de Bernard Grancher

### Maxis /EP
- 1999 Easy Tune ep (UHS)
- 2001 Midi Jazz 7', Platinum records
- 2001 New Bossa 7', Platinum records
- 2001 Tango 7', Platinum records
- 2002 Guitarlandia Remixes remix by Bosco, Mr Neveux, Up, Bustel and Out, Dj Vadim, TTC, Mr Quark, Platinum records
- 2003 Test Recordings vol.1, Platinum records
- 2005 Your life is like a Tony Conrad Concert, Platinum records
- 2008 Take Your Time, Platinum records
- 2012 Dexter, Platinum records

### Autres
- Divers morceaux pour les compilations Chantiers du label Travaux publics
- 1997 : Slinju 2 sur la compilation K7 Ginger up your trippi, Le Stéréophile
- 2002 : Camping Car par Camping Car, Rubin Steiner et Mme Douze, Travaux publics
- 2004 : Oumupo 3 avec Luz, Ici, d'ailleurs…
- 2014 : Bière glaçon sur la compilation Cocktail de cocktail, Cocktail Pueblo
- 2018 : Persuasive percussion et Bounds from the Rush sur la compilation Recover Vol.1, Partyfine
- 2020 : More Bongos (Yuksek edit) sur la compilation Partyfine vol. V : More or less disco, Partyfine